# Eingriffsnorm
Eingriffsnorm, auch französisch loi de police oder englisch overriding mandatory provision, ist ein Begriff aus dem Internationalen Privatrecht. Er bezeichnet Vorschriften eines Staates, die anzuwenden sind, auch wenn eigentlich ein anderes Recht auf den vom Gericht zu entscheidenden Fall anwendbar ist. In der Regel geht es dabei um Regeln des Staates, in dem das Gericht seinen Sitz hat.
Die Voraussetzungen zeigt exemplarisch Art. 9 Abs. 1 Rom I-VO. Danach ist nicht jedes national zwingende Recht im Gerichtsstaat auch eine Eingriffsnorm in Fällen mit Auslandsberührung, sondern nur solche Vorschriften, die der Staat für seine öffentlichen Interessen, insbesondere seine politische, wirtschaftliche oder soziale Organisation, so elementar hält, dass er ihre Anwendung auch durchsetzen möchte, wenn das eigene Recht nach seinem eigenen IPR grundsätzlich nicht anwendbar wäre. In Deutschland wird hieraus auf folgende Voraussetzungen geschlossen:
- die Norm muss nach Wortlaut oder Zielsetzung internationalen Geltungsanspruch haben
- der Fall muss einen hinreichenden Inlandsbezug haben[2]
- die Zielrichtung der Norm muss über reinen Individualschutz hinausgehen

Beispiele für Eingriffsnormen im deutschen Recht sind einzelne Vorschriften aus dem Außenwirtschaftsrecht, Wettbewerbsrecht, Verbraucherschutz, und Arbeitnehmerschutz. Nicht umfasst sein sollen die Generalklauseln § 138 und § 242 BGB, da sie in erster Linie individualschützend sind. Sie können jedoch über den ordre-public-Vorbehalt nach Art. 21 Rom I-VO anwendbar sein.
Ob auch ausländische Eingriffsnormen angewandt werden können, ist umstritten. Nach Art. 9 Abs. 3 Rom I-VO können Gerichte zumindest die Eingriffsnormen des Staates anwenden, in dem der im Streit stehende Vertrag faktisch erfüllt wurde, oder erfüllt werden sollte. Die Regelung ist nach herrschender Meinung abschließend, so dass im Geltungsbereich der Rom I-VO keine weiteren Eingriffsnormen in Frage kommen.